# Fred Proessdorf

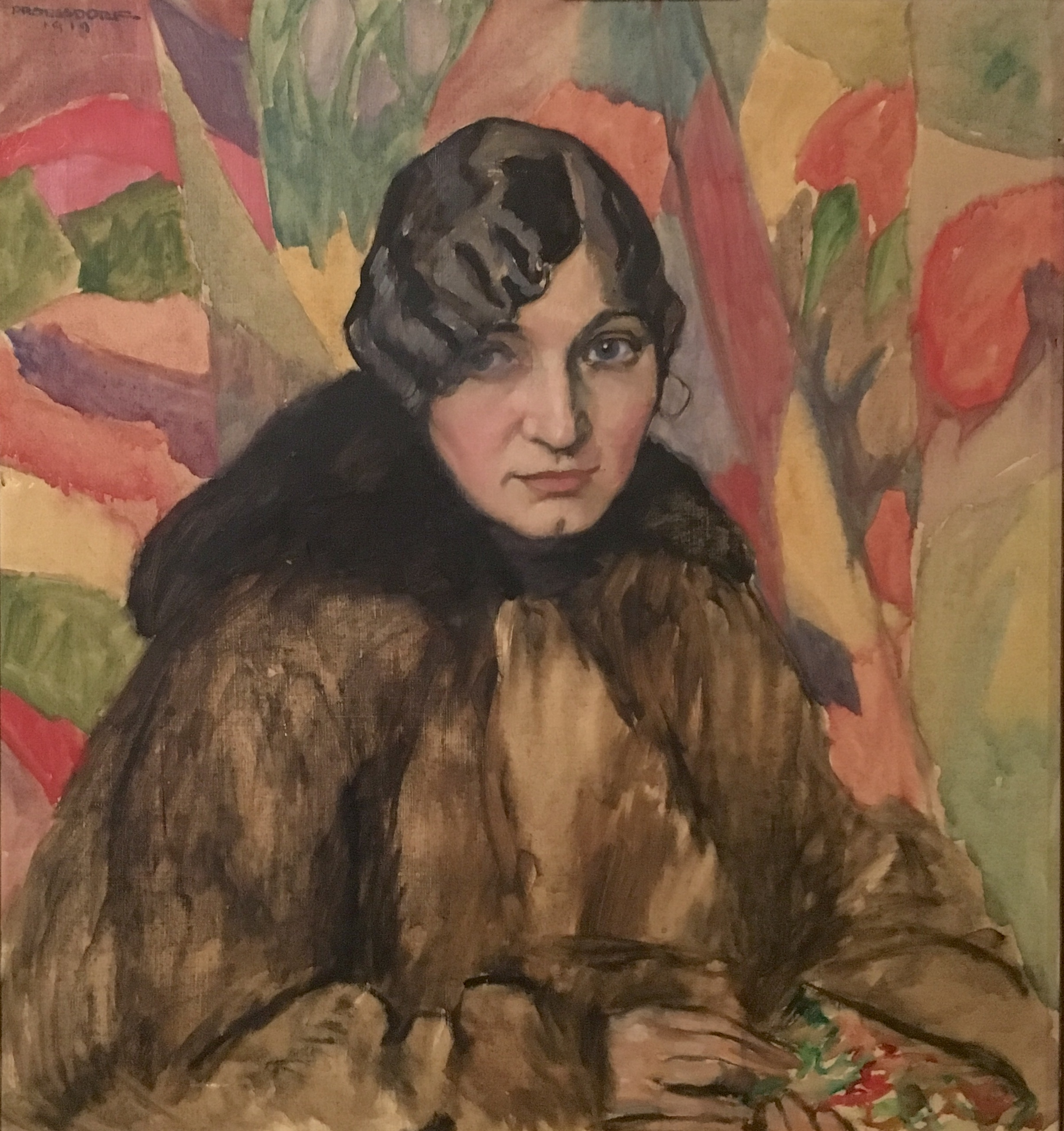
Alfred Fred R Proessdorf, porträtt, signerad och daterad 1919, olja på duk, 63x59 cm

Alfred (Fred) R. Proessdorf, född 10 december 1882 i Leipzig, död 31 januari 1925 i Göteborg, var en tysk-svensk tecknare, etsare och teaterdekoratör.
Proessdorf studerade konst och dekorationsmåleri i Düsseldorf. Separat ställde han ut i Göteborg 1921 och han medverkade i samlingsutställningar med Skånska konstnärslaget och Konstföreningen för södra Sverige samt i Lundautställningen 1907. Som illustratör medverkade han med skämtteckningar i Söndags-Nisse och Skallran och inför förbudsomröstningen 1922 utförde han en serie affischer. 
Han ritade kostymskisserna till Ernst Bauers sommarrevyer 1919–1923 och skisser för Ernst Rolfs revyer. Han utgav ett urval av sina teckningar i böckerna Galleri och 13 teckningar på 1910-talet. Hans konst består av figurer och porträtt i olja men gjorde sig främst känd som tecknare i tusch och lavering samt en mängd exlibris. Proessdorf är representerad vid kostymskisser vid Teaterhistoriska museet i Göteborg, Moderna museet i Stockholm, Örebro läns museum och med exlibris vid Malmö museum.